# 890
890 (DCCCXC) fue un año común comenzado en jueves del calendario juliano, en vigor en aquella fecha.

## Acontecimientos
- Se confirma la soberanía de la Gran Moravia de Svatopluk I en Bohemia.

## Nacimientos
- San Ulrico de Augsburgo, obispo alemán.
- Raúl I de Francia, duque de Borgoña entre 921 y 923 y Rey de Francia desde ese año hasta su muerte en el año 936.
- Santa Olga de Kiev, regente de la Rus de Kiev.